# Ichneumon striatus
Ichneumon striatus là một loài tò vò trong họ Ichneumonidae.